# K2
 For alternative betydninger, se K2 (flertydig). (Se også artikler, som begynder med K2)
K2, også kendt som Mount Godwin-Austen eller Chogori, er verdens næsthøjeste bjerg (efter Mount Everest), 8611 m højt, og ligger i bjergkæden Karakoram i den pakistansk kontrollerede del af Kashmir.
Bjerget anses for at være et af de sværeste bjerge i verden at bestige. Bjerget blev første gang besteget i 1954, af italienerne Achille Compagnoni og Lino Lacedelli. Skønt der findes flere end 10 forskellige ruter op ad de syv hovedkamme, der strækker sig op mod toppen, foregår stort set alle ekspeditioner fra den pakistanske side, hvor hovedparten af bjergbestigningsekspeditionerne går op ad bjergkammen Southeast Ridge, som også kaldes Abruzzi Ridge. Men selvom ruterne fra den kinesiske side er yderst vanskelige, er der stort set hvert år et par ekspeditioner, som giver sig i kast med en af de teknisk vanskelige ruter op ad bjergets nordside.
Pr. 2021 har 377 personer besteget K2. Dette sammenlignet med 5.100 personer har besteget Mount Everest. 91 personer er omkommet i forsøget på at bestige bjerget.

## Ulykker på K2
I takt med den stigende sværhedsgrad øges også risikomomentet, og der er kun plads til et mindre antal samtidige ekspeditioner, og mange ekspeditioner har få deltagere. Mange er omkommet under bestræbelserne på at bestige bjerget.

### 1986 ulykke
Fem klatrere døde i perioden fra 6.-10. august 1986 i en storm. Derudover døde 8 andre i ugerne op til den periode, hvilket bragte det totale antal døde i den sæson op på 13.

### 1995 ulykke
Seks personer døde d. 13. august, primært grundet dårligt vejr og meget høje vindhastigheder.

### 2008 ulykke
I 2008 omkom 11 personer fra flere forskellige ekspeditioner da en stor isblok rev sig løs og ramte de omkomne eller rev dem eller deres reb med sig. Tragedien udspillede sig den 1. august ved passagen Bottleneck (se billedet) i ca. 8000 meters højde, da hovedparten af de ramte var på vej ned fra toppen efter at have besteget bjerget. En del af de omkomne befandt sig da over isskredet, men med begrænsede muligheder for at komme ned, da mange reb var revet med af isblokken. Højden, vejrforholdene og vanskelige kommunikationsforhold gjorde det vanskeligt eller umuligt at etablere redningsaktioner.  11 døde og 4 blev reddet. I alt ni ekspeditioner var på bjerget på det tidspunkt tragedien udspillede sig.